# Saint-Brandan

Saint-Brandan este o comună în departamentul  Côtes-d'Armor, Franța. În 1 ianuarie 2022 avea o populație de 2.285 de locuitori.